# Ullört

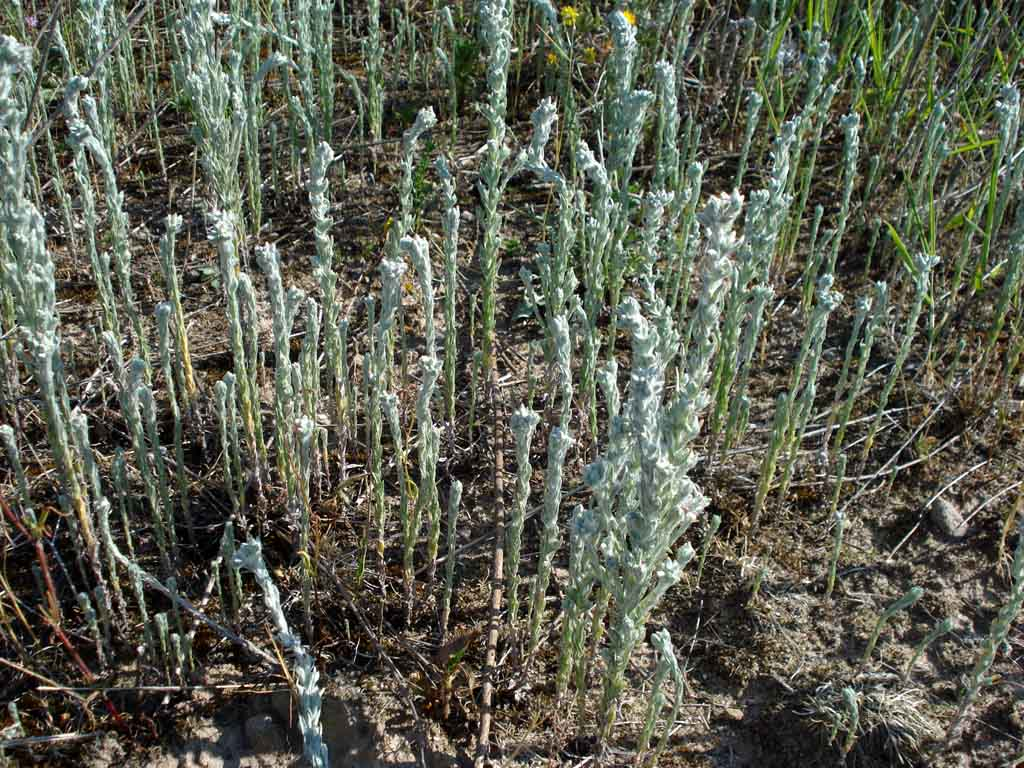
Ullört

Ullört (Logfia arvensis) är en ettårig liten ört med små vita blommor som blommar från juli till augusti. Blommorna förekommer i klasar längs den upp till 40 cm höga stjälken. Ullörten växer helst på sandig mark.

## Utbredning
Ullörten förekommer över stora delar av Eurasien. Nordgränsen går mitt genom de nordiska länderna. Den saknas på iberiska halvön. Den förekommer sporadiskt genom hela Sibirien.
Ullörten är inte inhemsk i Nordamerika, men har introducerats där och förekommer nu över stora delar av kontinenten.